# 1855年世界博覽會

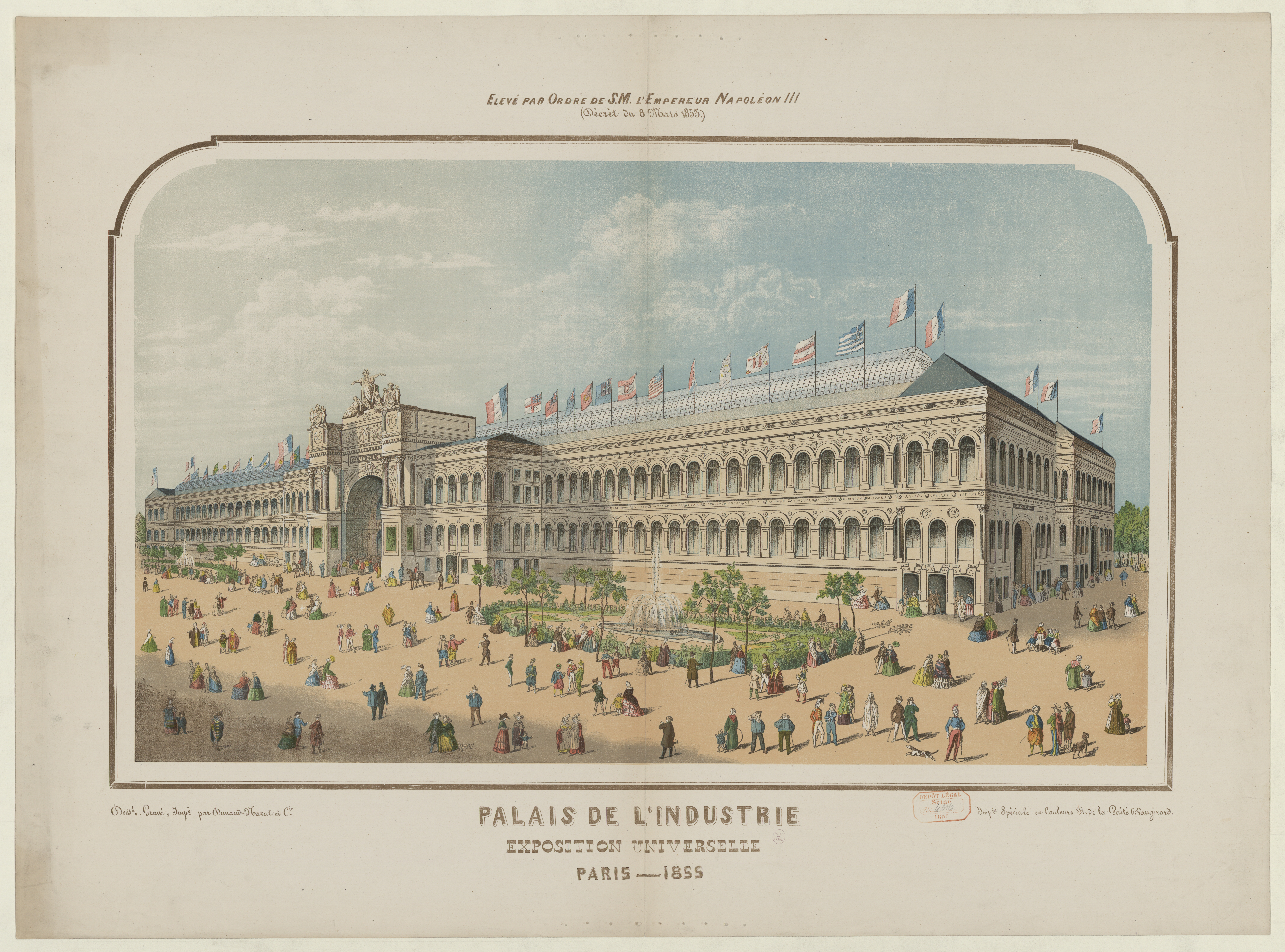
1855年世界博覽會

1855年的世界博覽會是1855年5月15日至11月15日在巴黎舉行的一個國際展覽。該博覽會現存建築只剩卡布里埃·达维德設計的圆点剧院（Théâtre du Rond-Point）。

## 外部連結
- BIE官网（页面存档备份，存于）